# Nemanja Mijušković
Nemanja Mijušković (czarn. cyr. Немања Мијушковић, ur. 4 marca 1992 w Podgoricy) – czarnogórski piłkarz występujący na pozycji środkowego obrońcy w polskim klubie Wisła Płock  oraz reprezentacji Czarnogóry.

## Sukcesy

### Klubowe
Rudar Pljevlja
- Mistrz Czarnogóry (1×): 2014/2015

Wardar Skopje
- Mistrz Macedonii Północnej (2×): 2015/2016, 2016/2017
- Zdobywca Superpucharu Macedonii Północnej (1×): 2015

Miedź Legnica
- Mistrzostwo Fortuna 1 liga 2021/22